# Джордан-Гілл (Луїзіана)
Джордан-Гілл (англ. Jordan Hill) — переписна місцевість (CDP) в США, в окрузі Вінн штату Луїзіана. Населення — 196 осіб (2020).

## Географія
Джордан-Гілл розташований за координатами 31°51′33″ пн. ш. 92°30′56″ зх. д. / 31.85917° пн. ш. 92.51556° зх. д. (31.859105, -92.515624).  За даними Бюро перепису населення США в 2010 році переписна місцевість мала площу 17,38 км², уся площа — суходіл.

## Демографія
Згідно з переписом 2010 року, у переписній місцевості мешкало 211 осіб у 80 домогосподарствах у складі 63 родин. Густота населення становила 12 осіб/км².  Було 89 помешкань (5/км²).
Расовий склад населення:
| - 100,0 % — білих |

До двох чи більше рас належало 0,0 %. Частка іспаномовних становила 0,0 % від усіх жителів.
За віковим діапазоном населення розподілялося таким чином: 28,9 % — особи молодші 18 років, 59,3 % — особи у віці 18—64 років, 11,8 % — особи у віці 65 років та старші. Медіана віку мешканця становила 35,2 року. На 100 осіб жіночої статі у переписній місцевості припадало 101,0 чоловіків;  на 100 жінок у віці від 18 років та старших — 102,7 чоловіків також старших 18 років.
Середній дохід на одне домашнє господарство  становив 70 549 доларів США (медіана — 78 317), а середній дохід на одну сім'ю — 70 549 доларів (медіана — 78 317). 
Цивільне працевлаштоване населення становило 63 особи. Основні галузі зайнятості: науковці, спеціалісти, менеджери — 41,3 %, фінанси, страхування та нерухомість — 41,3 %, будівництво — 9,5 %, виробництво — 7,9 %.